# Junkernhof Meimbressen

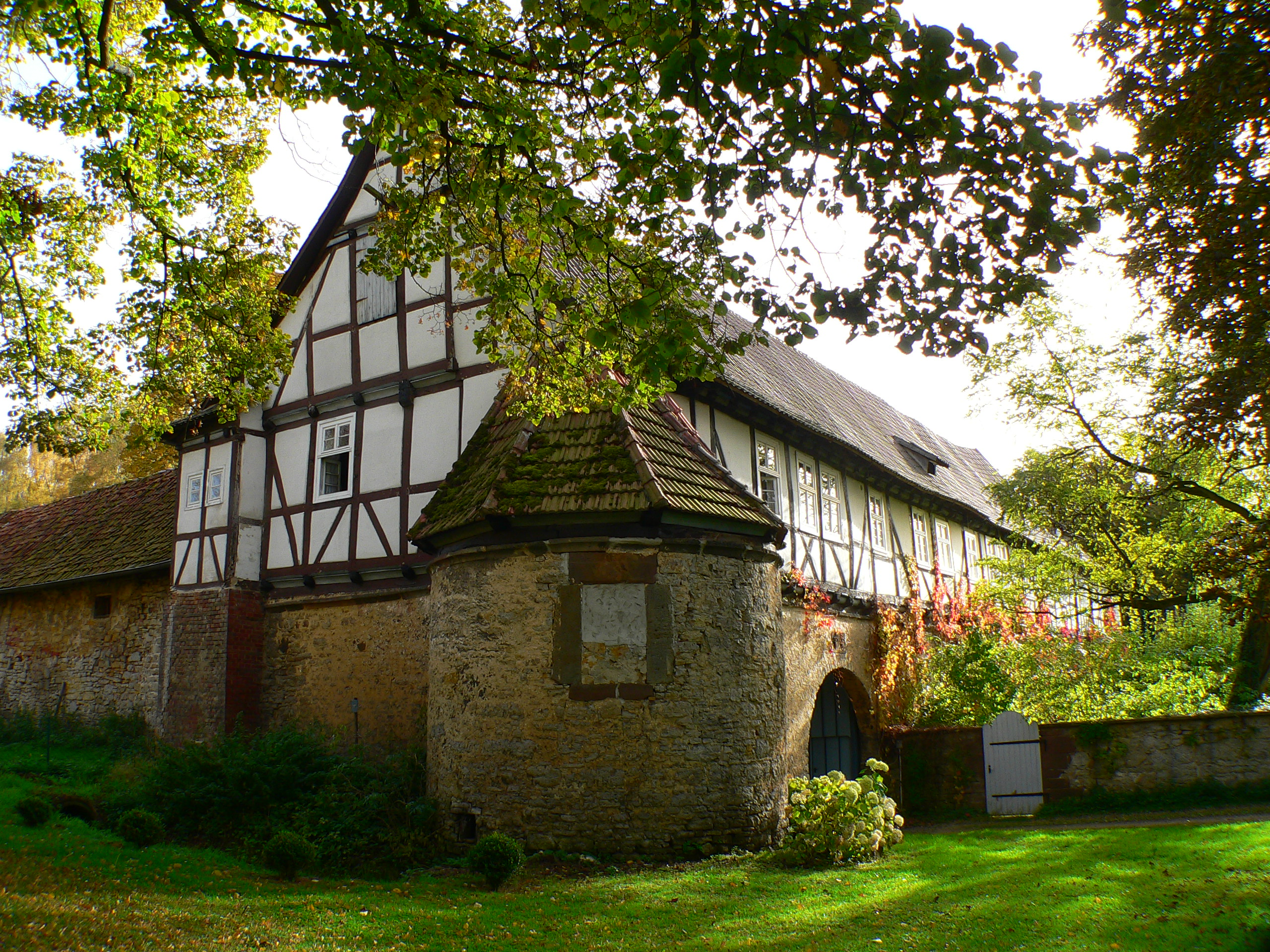
Der Junkernhof Meimbressen

Der Junkernhof Meimbressen (seltener auch Schloss Meimbressen) ist ein Herrenhaus in Ortsrandlage von Meimbressen, einem Ortsteil der Gemeinde Calden im nordhessischen Landkreis Kassel. Nach Verwüstung der ursprünglich an gleicher Stelle errichteten Wasserburg im Dreißigjährigen Krieg wurde die Anlage als Herrenhaus eines Ritterguts wieder aufgebaut.

## Lage
Der Junkernhof befindet sich auf einer Höhe von 235 Meter über NHN in nördlicher Ortsrandlage nahe dem Bach Nebelbeeke und ist von einem kleinen Park umgeben. Der im Dreißigjährigen Krieg verwüstete Vorgängerbau war wahrscheinlich ein umwehrtes Festes Haus; die Wassergräben, die längst verfüllt sind, wurden vom nahen Bach gespeist.

## Geschichte

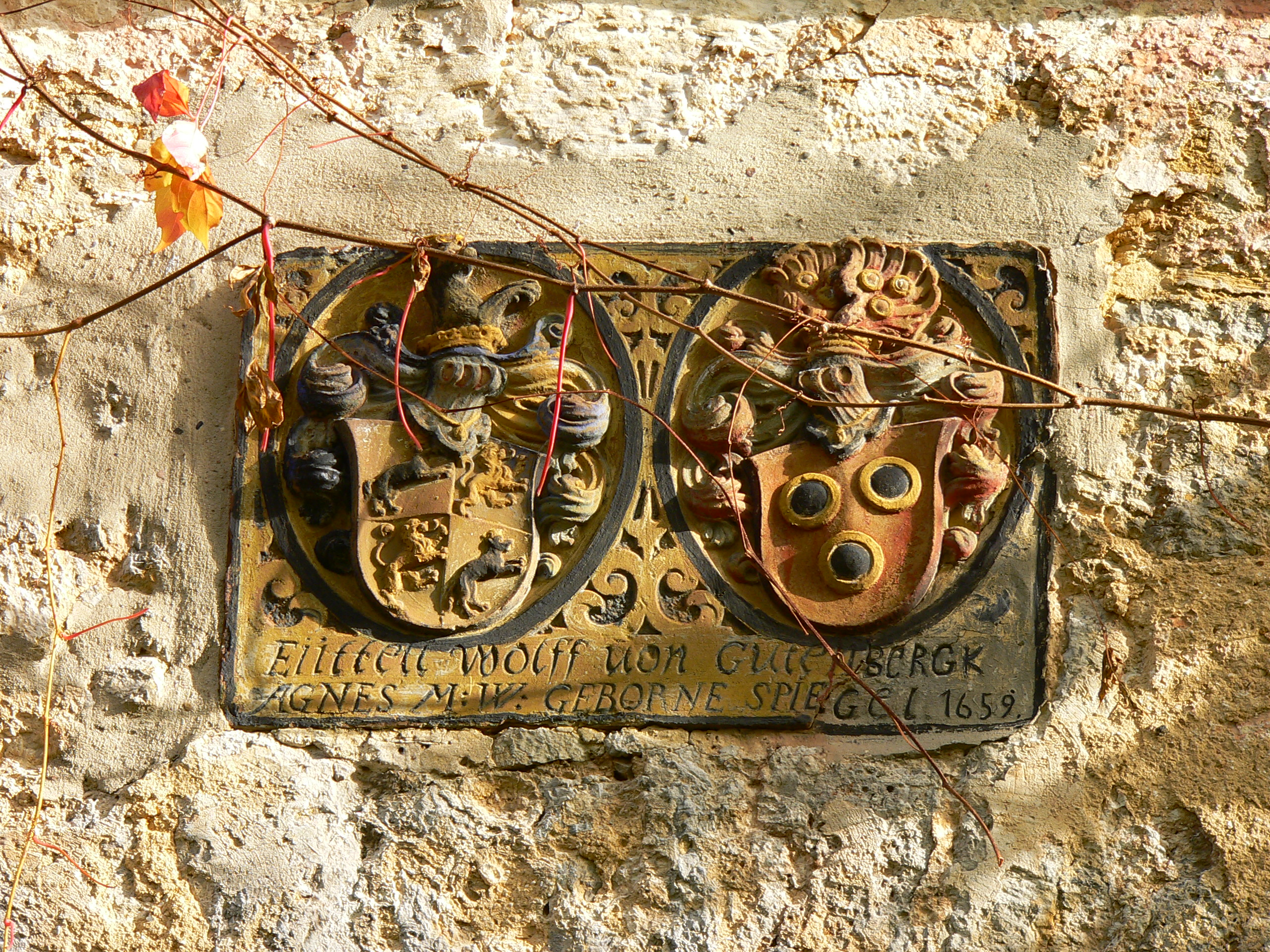
Wappenstein

Der Junkernhof ist ein ehemaliger Adelssitz der Herren Wolff von Gudenberg, die seit dem 14. Jahrhundert einer von zwei Grundherren im Dorf Meimbressen waren. Der Hof selber soll seit dem 13. Jahrhundert belegt sein. Im Mittelalter war der Erzbischof von Mainz ihr Lehnsherr. Sie hatten das Dorf mit Landeshoheit und Gericht zur Hälfte zu Lehen, wie aus einem Lehnsbrief des Jahres 1423 hervorgeht. Im 16. Jahrhundert eroberten dann die Landgrafen von Hessen-Kassel auch in Meimbressen die Territorialherrschaft. Die Burganlage wurde im Dreißigjährigen Krieg in den Jahren 1623 bis 1626 durch die kaiserlichen Truppen Tillys bis auf die Grundmauern verwüstet.

## Die Anlage
Als Herrenhaus eines Ritterguts wurde der Junkernhof in den Jahren 1659 bis 1667 wieder aufgebaut. Dabei entstand auf den Grundmauern der alten Anlage ein langgezogenes Herrenhaus mit einem Bruchsteinunterbau und einem Fachwerkobergeschoss. Im Bereich der nördlichen Tordurchfahrt befindet sich an der Nordecke ein (heute einstöckiger) kleiner runder Turm mit Schießscharten. Die östlich anschließende Scheune gibt dem Anwesen einen nahezu L-förmigen Grundriss, der nur durch den südwestlichen Anbau ans Herrenhaus leicht gebrochen wird.
2015 bis 2019 wurde die Remise mit Unterstützung der Deutschen Stiftung Denkmalschutz (DSD) saniert. In der renovierten Remise befindet sich auch eine kleine Ausstellung zur jüdischen Geschichte von Meimbressen. Der Junkernhof bietet heute Ferienwohnungen an und mehrere Räume und Platz für Veranstaltungen.